# Валени- Дамбовица (Дамбовица)
Валени- Дамбовица (рум. Văleni- Dâmboviţa) насеље је у Румунији у округу Дамбовица. Oпштина се налази на надморској висини од 522 m.

## Становништво
Према подацима из 2011. године у насељу је живело 2934 становника.